# مافريليموماب
مافريليموماب هو جسم مضاد وحيد النسيلة بشري مصمم لعلاج التهاب المفاصل الروماتويدي.
اكتشفته كامبريدج لتكنولوجيا الأجسام المضادة [الإنجليزية] ثم طورته مديميون [الإنجليزية].